# Morelia spilota
Python tapis
Espèce
Synonymes
- Coluber spilotus Lacépède, 1804
- Python punctatus Merrem, 1820
- Python perronii Wagler, 1828
- Morelia variegata Gray, 1842
- Morelia argus Duméril & Bibron, 1844
- Python spilotes (Lacépède, 1804)
- Morelia spilota macrospila Werner, 1910
- Python spilotus imbricatus Smith, 1981
- Morelia cheynei Wells & Wellington, 1984
- Morelia mcdowelli Wells & Wellington, 1984
- Morelia metcalfei Wells & Wellington, 1985
- Montypythonoides riversleighensis
Smith & Plane, 1985
- Morelia harrisoni Hoser, 2000
- Morelia macburniei Hoser, 2003
- Morelia mippughae Hoser, 2003

Statut de conservation UICN

 LC  : Préoccupation mineure
Statut CITES
Morelia spilota, le Python tapis est une espèce de serpents de la famille des Pythonidae.

## Répartition
Cette espèce se rencontre en Australie et en Nouvelle-Guinée.

## Habitat

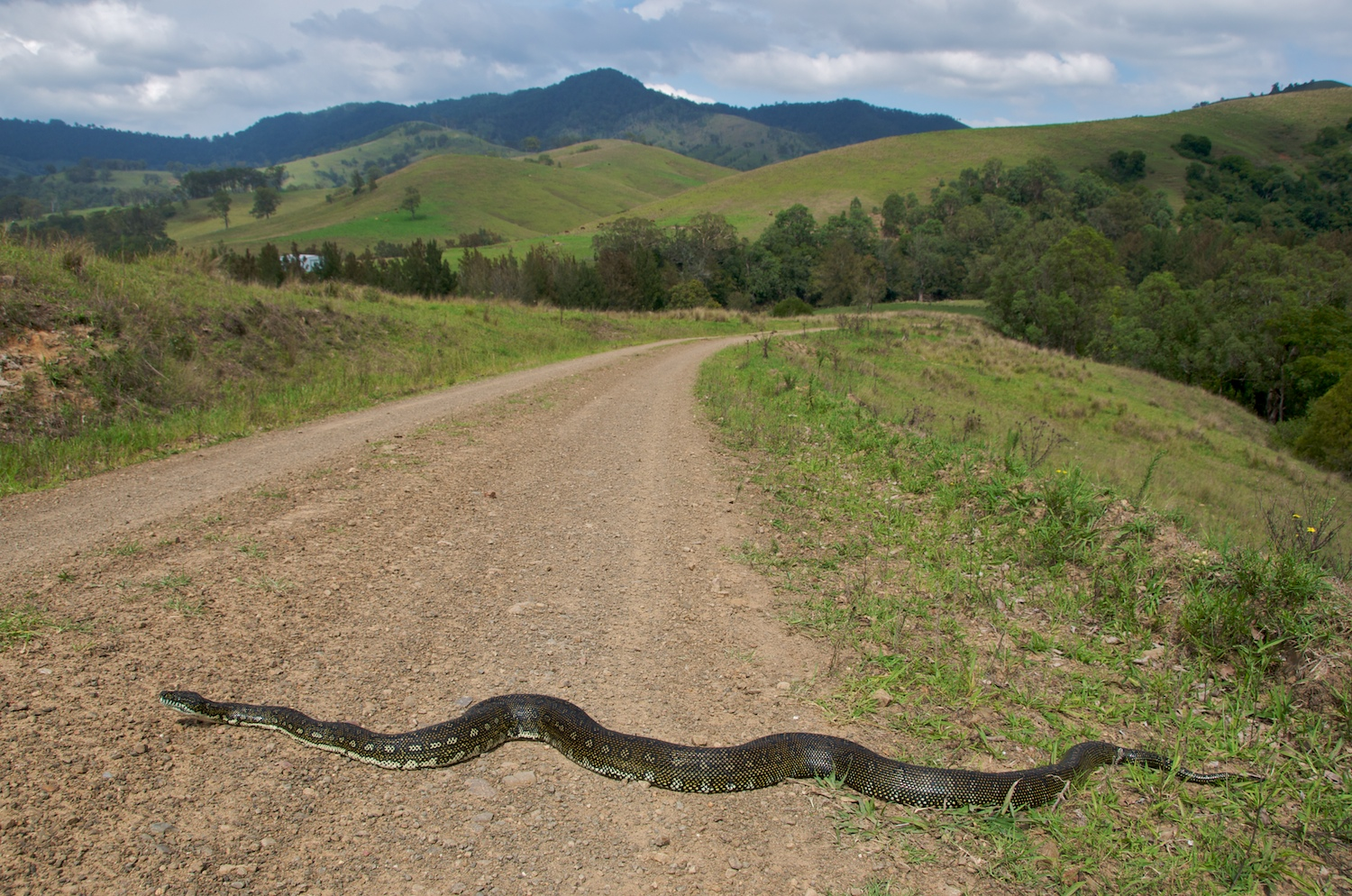
Morelia spilota spilota de Nouvelle-Galles du Sud

Il vit aussi bien dans les forêts humides du nord-est du Queensland que dans les bois du Murray/Darling ou dans les zones semi-désertiques de l'Australie Méridionale. C'est un animal nocturne qui peut vivre aussi bien sur terre que dans les arbres. On le trouve également souvent près des habitations où il se nourrit notamment de rats.

## Description

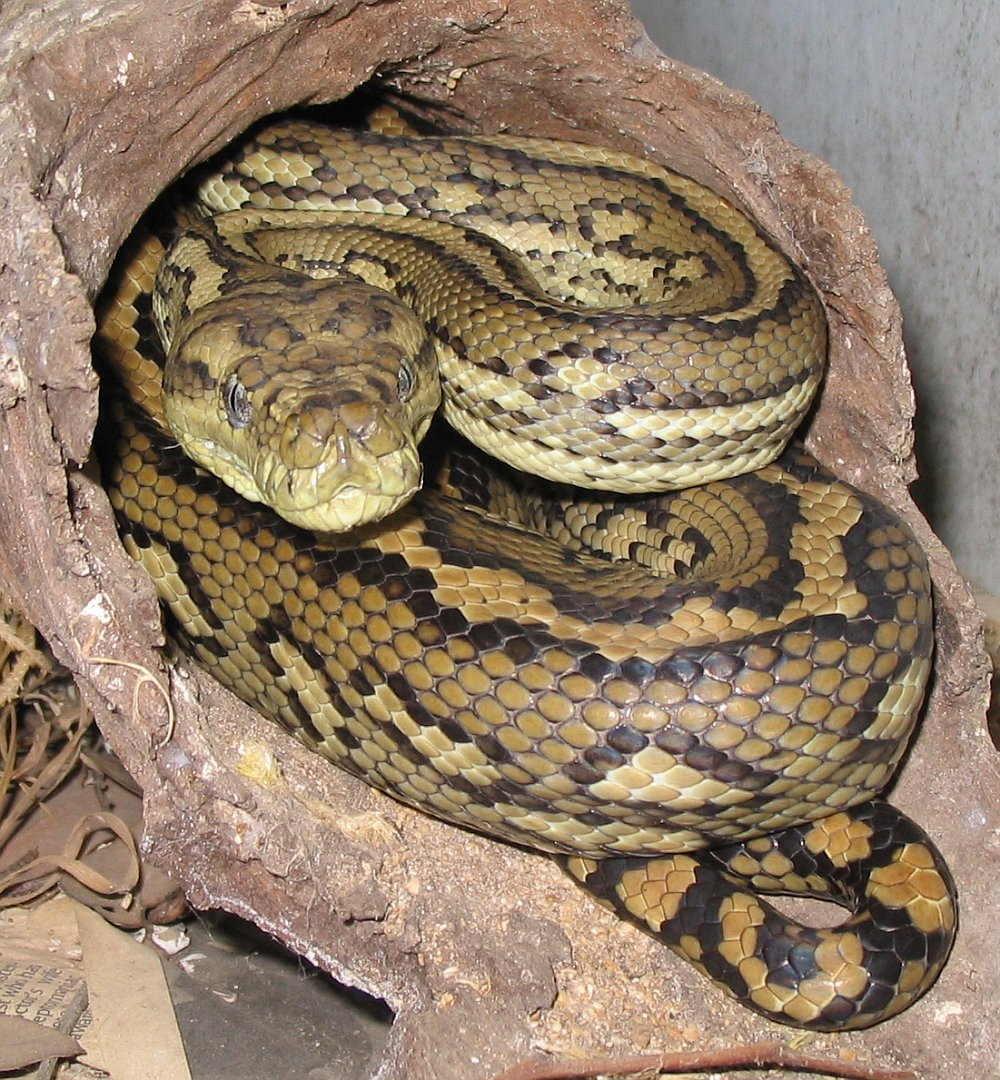
Morelia spilota

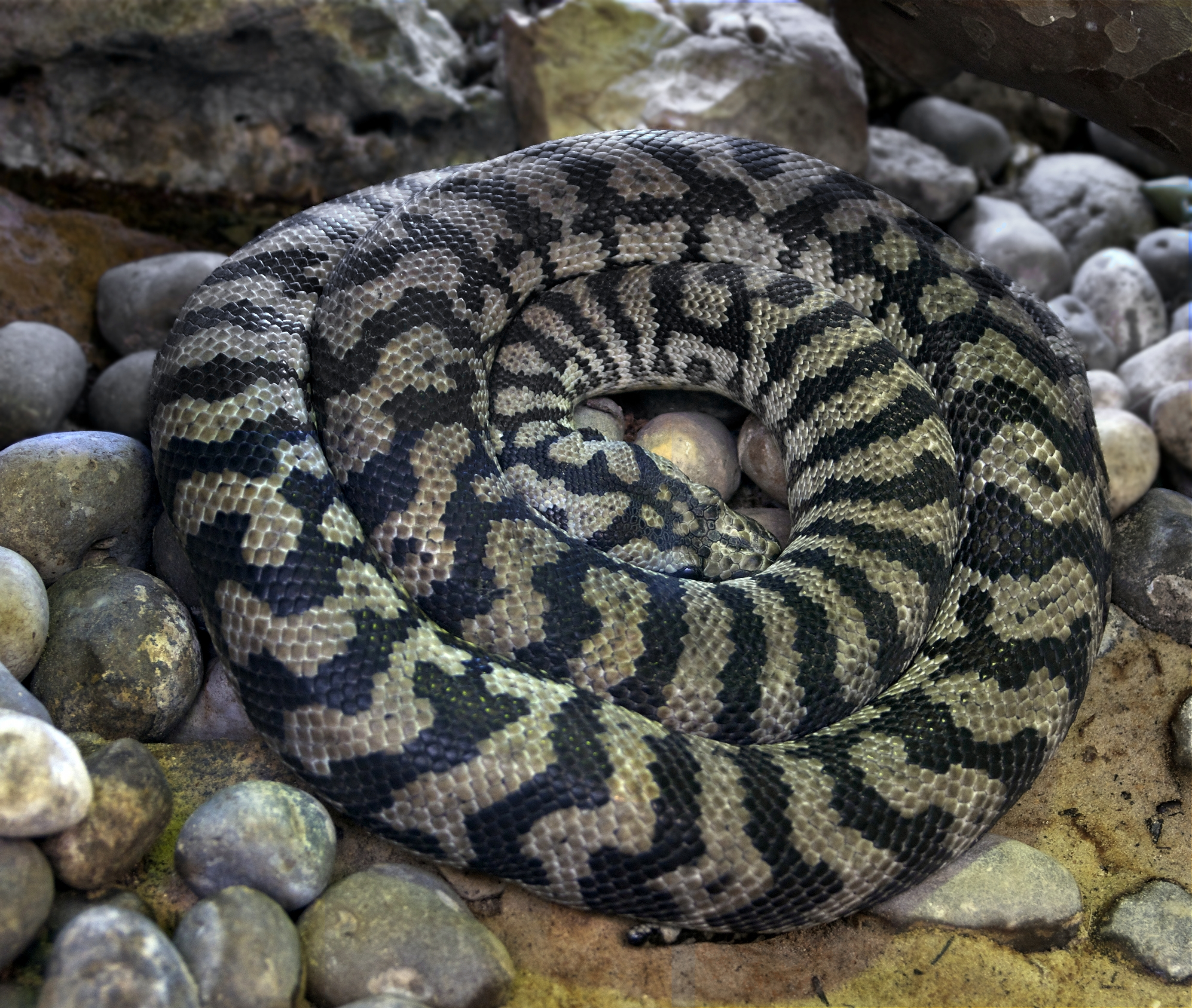
Morelia spilota variegata

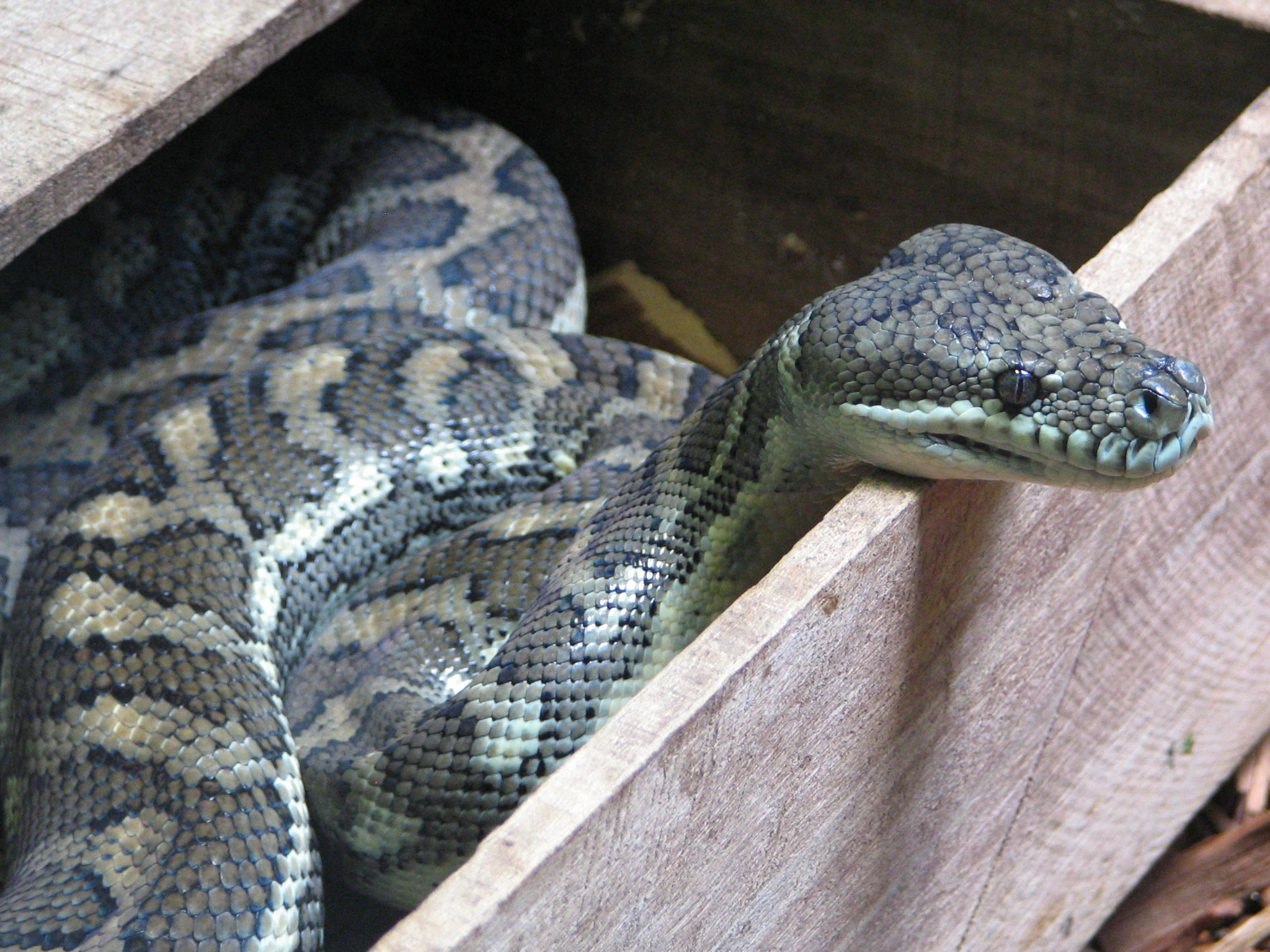
Morelia spilota

C'est un serpent constricteur ovipare. Ils sont de taille variable suivant les sous-espèces. Les plus grands, Morelia spilota mcdowelli, mesurent 3 m de long (un exemplaire de 4 m a vécu en captivité), les plus petits autour de 1,5 m avec une longueur moyenne de 2 m.
La peau est recouverte de dessins et de bandes grises ou brunes qui forment des dessins géométriques rappelant ceux d'un tapis d'où son nom. Sa livrée est dite disruptive, c'est-à-dire qui le dissimule à la vue des prédateurs et de ses proies.
La tête est triangulaire. Les pupilles sont verticales.
Comme tous les pythons, ils possèdent des dents assez longues et bien aiguisées. La morsure est douloureuse mais jamais mortelle car les pythons ne sont pas venimeux.
Il vit de 15 à 20 ans.

## Liste des sous-espèces
Selon The Reptile Database (12 avril 2013) :
- Morelia spilota cheynei Wells & Wellington, 1984 - Nord-Est du Queensland
- Morelia spilota harrisoni Hoser, 2000 - Papouasie-Nouvelle-Guinée et Nouvelle-Guinée occidentale
- Morelia spilota imbricata (Smith, 1981) - Sud-Ouest de l'Australie-Méridionale et péninsule d'Eyre
- Morelia spilota mcdowelli Wells & Wellington, 1984 - Est du Queensland et Nord-Est de la Nouvelle-Galles du Sud
- Morelia spilota metcalfei Wells & Wellington, 1985 - du Sud du Queensland, de la Nouvelle-Galles du Sud et du Nord du Victoria à l'Australie-Méridionale
- Morelia spilota spilota (Lacépède, 1804) - Est de la Nouvelle-Galles du Sud et extrême Est du Victoria
- Morelia spilota variegata Gray, 1842 - Nord-Ouest de l'Australie-Occidentale et Nord du Territoire du Nord), Nouvelle-Galles du Sud, Victoria et Australie-Méridionale

## Publications originales
- Gray, 1842 : Synopsis of the species of prehensile-tailed Snakes, or family Boidae.  Zoological Miscellany, London, vol. 2, p. 41-46 (texte intégral).
- Hoser, 2000 : A Revision of the Australasian pythons. Ophidia Review, vol. 1, p. 7-27 (texte intégral)
- Lacépède, 1804 : Mémoire sur plusieurs animaux de la Nouvelle-Hollande dont la description n’a pas encore été publiée. Annales du Muséum National d’Histoire Naturelle, Paris, vol. 4, p. 184-211 (texte intégral).
- Smith, 1981 : A revision of the python genera Aspidites and Python (Serpentes: Boidae) in Western Australia. Records of the Western Australian Museum, vol. 9, no 2, p. 211-226 (texte intégral).
- Wells & Wellington, 1984 "1983" : A synopsis of the class Reptilia in Australia. Australian Journal of Herpetology, vol. 1, no 3/4, p. 73-129 (texte intégral).
- Wells & Wellington, 1985 : A classification of the Amphibia and Reptilia of Australia. Australian Journal of Herpetology, Supplemental Series, vol. 1, p. 1-61 (texte intégral).